# Seniorat wschodni diecezji kanadyjskiej PNKK
Seniorat wschodni PNKK (East Seniorate) – seniorat (dekanat) diecezji kanadyjskiej Polskiego Narodowego Kościoła Katolickiego w USA i Kanadzie (PNKK) położony w Kanadzie. Na stanowisku seniora (dziekana) jest wakat.

## Parafie senioratu wschodniego
- parafia św. Trójcy w Hamilton, proboszcz: ks. Andrzej Jeżak
- parafia Miłosierdzia Bożego w Mississauga, proboszcz: ks. Andrzej Jeżak
- parafia św. Krzyża w Montrealu, proboszcz: ks. Marek Michalik
- parafia św. Jana Chrzciciela w Toronto, proboszcz: ks. Zbigniew Kozar
- parafia św. Kazimierza w Welland, proboszcz: ks. Andrzej Jeżak